# Sevlievo (obchtina)
Sevlievo (bulgare : Севлиево) est une obchtina de l'oblast de Gabrovo en Bulgarie.